# Zemia Rodnô
Zemia Rodnô (tłum. Ziemio Ojczysta) – popularna kaszubska pieśń patriotyczna, uznawana przez część Kaszubów jako hymn regionalny bądź narodowy. Jako „hymn narodowy” Kaszubów określa ją m.in. Deklaracja ideowa, uchwalona 7 września 2011 przez członków stowarzyszenia Kaszëbskô Jednota. 
Autorem słów pieśni jest Jan Trepczyk, proponent idei narodu kaszubskiego i jeden z czołowych działaczy narodowego ruchu kaszubskiego. Tekst do hymnu powstał w 1954 roku. 
Pierwsze wykonanie symfoniczne utworu odbyło się w 2006 roku podczas koncertu „Gdze mòja chëcz” z okazji 50-lecia powstania Zrzeszenia Kaszubsko-Pomorskiego. Opracowanie pieśni na chór sporządził Zbigniew Szablewski, na orkiestrę symfoniczną – Karol Nepelski, a na orkiestrę dętą – Ireneusz Stromski.
Inną pieśnią często uważaną za regionalny hymn kaszubski jest Marsz Kaszubski.

## Tekst
| Tekst w języku kaszubskim | Tekst w języku polskim |
| --- | --- |
| Zemia Rodnô, pëszny kaszëbsczi kraju, Òd Gduńska tu, jaż do Roztoczi bróm! Të jes snôżô, jak kwiat rozkwitłi w maju. Ce, Tatczëznã, jô lubòtną tu móm. Sambòrów miecz i Swiãtopôłka biôtczi W spòsobie Ce dlô nas ùchòwałë. Twòje jô w przódk bëlné pòcyskóm kwiôtczi. Òdrodë cél Kaszëbóm znôw brënie. Tu jô dali mdã starżã zemi trzimôł, Skądka zôczątk rodnô naj rózga mô. Tu mdã dali domôcëznë sã jimôł Jaż zajasni i nama brzôd swój dô. | Ziemio Ojczysta, piękny kaszubski kraju, Od Gdańska tu, aż do Roztoki bram! Tyś jest piękna jak kwiat rozkwitły w maju. Cię, kochaną Ojczyznę tutaj mam. Sambora miecz i Świętopełka bitwy Chroniły i zachowały dla nas Cię. Do przodu więc Twe piękne rzucam kwiatki. Idea odrodzenia Kaszubom znów dojrzewa. Tutaj dalej straż nad ziemią będę trzymał, Gdzie naszych korzeni początek jest. Tutaj dalej będę naszą kulturę wzbogacał Aż rozbłyśnie i owoc swój nam da. |

## Zastosowanie
- Jest hymnem Klubu Studenckiego Pomorania, Rady Chórów Kaszubskich, jak również Stowarzyszenia Osób Narodowości Kaszubskiej  „Kaszëbskô Jednota”[4]
- Od 19 marca 2012 roku hymn jest odtwarzany na falach Radia Kaszëbë o 12.00 i 24.00[1].
- Uroczyste odegranie hymnu ma miejsce podczas obchodów Dnia Jedności Kaszubów (19 marca)[1].